# Rodezja Południowa na Letnich Igrzyskach Olimpijskich 1964
Reprezentacja Rodezji Południowej na Letnich Igrzyskach Olimpijskich 1964. Występ ten był trzecim w historii startem reprezentacji Rodezji Południowej (obecnie Zimbabwe) w letnich igrzyskach olimpijskich.

## Skład kadry

### Boks
Mężczyźni
- Jannie Gibson - waga lekkośrednia - 17. miejsce

### Hokej na trawie
- Dereck Brain, Beverly Faulds, Kevin van Blomestein, John McPhun, William Turpin, Tinker Beets, Ian Mackay, Roy Barbour, Lloyd Koch, Anthony Unger, Robert Robertson, Robert Ullyett, Des Tomlinson, Ronald Spence, Graham Cumming - 11. miejsce

### Lekkoatletyka
Mężczyźni
- Johan Du Preez

100 metrów - odpadł w eliminacjach
200 metrów - odpadł w ćwierćfinałach
- Mathias Kanda - maraton - 51. miejsce
- Robson Mrombe - maraton - 56. miejsce

### Pływanie
Kobiety
- Marilyn Sidelsky

100 metrów st. dowolnym - odpadł w eliminacjach
400 metrów st. dowolnym - odpadł w eliminacjach
- Jenny Wood - 100 metrów st. motylkowym - odpadł w eliminacjach

### Skoki do wody
Mężczyźni
- Terry Rossiter

Trampolina - 27. miejsce
Platforma - 28. miejsce
Kobiety
- Sarie Bezuidenhout

Trampolina - 20. miejsce
Platforma - 22. miejsce
- Lindsay Grant-Stuart - trampolina - 17. miejsce

### Strzelectwo
Mężczyźni
- Johannes Lamprecht - trap - 27. miejsce
- Jack Rickards - trap - 42. miejsce

### Żeglarstwo
Mężczyźni
- Michael McFadden - Finn - 17. miejsce
- David Butler, Anthony Crossley - klasa Latający Holender - 11. miejsce